# バラード・パワー・システムズ
バラード・パワー・システムズ(Ballard Power Systems Inc.)は、各種市場向けに固体高分子形燃料電池を開発・生産する企業(NASDAQ: BLDP)である。所在地はカナダのブリティッシュコロンビア州バーナビー。

## 沿革
バラード社は1979年、ジェフェリー・バラード博士によって高出力のリチウム電池研究開発を行う目的でバラード・リサーチ社(Ballard Research Inc.)として設立された。1989年にプロトン交換膜による燃料電池の技術開発を行って以来、バラードは世界各国の様々な大手製品メーカーに固体高分子形燃料電池を納入している。
1993年にはトロント証券取引所へ上場、1995年にはナスダックへ上場した
。同社は2000年にバーナビー市で燃料電池製造工場を操業開始した。

## 自動車用燃料電池の協業
2008年2月1日、バラードは燃料電池技術のさらなる拡大ができるよう、自動車用燃料電池の合弁会社AFCC (Automotive Fuel Cell Cooperation) を分社した。分割後、バラードは自動車以外の適応に焦点を当てた上場企業として存続し、AFCCは従業員150人のの非公開企業となり、自動車用の水素燃料電池スタックを開発した。AFCCの最初の所有権分割はダイムラー AG(50.1%)、フォード・モーター (30.0%)、バラード(19.9%)だった
日本市場においては、荏原製作所と合弁で荏原バラードを設立して家庭用燃料電池市場に参入。発電システムを東京ガスに供給していたが、競争の激化が予想されることから同市場から撤退することになり、2009年6月をもって荏原バラードは解散した。
2018年、バラードは濰柴動力 (Weichai Power) と戦略的パートナーシップ契約を結んだ。濰柴は1億6300万米ドルでバラード社株式の19.9%を取得した。この協力の一環として、バラードと潍柴はトラック、バス、フォークリフト用の燃料電池システムを中国市場に供給することになる。 
ドイツ自動車メーカーアウディとの協業で、バラードは自動車燃料電池の開発パートナーシップの一角であり、これは少なくとも2022年まで行う予定になっている。バラードはバス製造企業（例えばベルギーのバンホール、カナダのNFIグループ、ポーランドのソラリス）に燃料電池を納入している。

## 他の事業分野
バラードは自動車以外にも、列車用、ホウルトラック用、海洋用途の燃料電池であったり、電波塔など重要なインフラ施設用のバックアップ電源システムを納入している。これに加えて、ドローンに適応する燃料電池システムを開発中である。
主な実績として、2019年までに燃料電池を納入した車両の累計走行距離は3,000万kmを超えている。